# 7 juni
7 juni is de 158ste dag van het jaar (159ste dag in een schrikkeljaar) in de gregoriaanse kalender. Hierna volgen nog 207 dagen tot het einde van het jaar.

## Gebeurtenissen
- Algemeen
  - 421 - Keizer Theodosius II trouwt met Aelia Eudocia, een Griekse dichteres. In Constantinopel worden ter ere van het huwelijk festiviteiten gehouden.
  - 860 - Koning Lodewijk de Duitser, zijn broer Karel de Kale en hun neef Lotharius II komen in Koblenz bijeen. Ze hernieuwen de Eed van Straatsburg.
  - 1334 - Emico I van Nassau-Hadamar wordt opgevolgd door zijn zoon Johan.
  - 1661 - Onder leiding van jonkheer Everard Meyster wordt de Amersfoortse Kei van de heide naar de stad getrokken.
  - 1692 - De belangrijke havenstad Port Royal op Jamaica zakt na een aardbeving in zee.
  - 1892 - Tijdens een vijf dagen durende uitbarsting van de vulkaan Awu op het Indonesische eiland Sangir komen 1.532 mensen om.
  - 1926 - De Catalaanse architect Antoni Gaudí wordt aangereden door een tram in zijn woonplaats Barcelona. Hij sterft enkele dagen later.
  - 1928 - Karel Dubois, een kanunnik uit Roeselare, sticht de KSA als onderdeel van de Katholieke Actie (KA) en vervanger van de AKVS.
  - 1989 - SLM-ramp: een DC-8 met aan boord de meest talentvolle voetballers van Surinaamse afkomst stort bij de landing op Zanderij bij Paramaribo neer. Slechts 11 mensen overleven de crash.[1]
- Criminaliteit en veiligheid
  - 1977 - Ted Bundy ontsnapt uit de rechtbank in Aspen door in de gerechtsbibliotheek uit een raam op de eerste etage te springen. Na enkele dagen op vrije voeten te zijn geweest wordt hij op 13 juni aangehouden.
  - 1998 - Bij het Amerikaanse stadje Jasper (Texas) wordt de zwarte James Byrd, Jr. door drie blanken met een ketting aan hun auto geknoopt en over 3 mijl meegesleept en daardoor vermoord. De daders, sympathisanten van de Aryan Brotherhood en de Ku Klux Klan, worden later veroordeeld tot tweemaal de doodstraf en eenmaal levenslang.
  - 2016 - Bij een aanslag op een bus vol politiemensen in Istanboel nabij het toeristische centrum vallen zeker elf doden en tientallen gewonden. De militante Koerdische groepering TAK eist de verantwoordelijkheid voor de aanslag op.[2]
  - 2017 - In de Iraanse hoofdstad Teheran vinden tegelijkertijd twee aanslagen plaats, waarbij 23 doden vallen.
- Infrastructuur
  - 1917 - Ten zuiden van Houten ontspoort een trein met daarin koningin Wilhelmina.
  - 1973 - De Eemshaven wordt door koningin Juliana officieel geopend.
- Muziek
  - 1993 - Prince verandert vanwege een conflict met een platenmaatschappij zijn naam naar een symbool, en hij heet vanaf nu "The Artist formerly known as Prince" (De Artiest die voorheen als Prince bekend stond) of "TAFKAP" of ook wel "The Artist of The Symbol".[3]
- Oorlog
  - 1917 - Nieuw-Zeelandse troepen vallen de beruchte "Messines Ridge" bij de Belgische plaats Wijtschate aan; de aanval duurt tot de 17de.
  - 1981 - De Israëlische luchtmacht bombardeert de Iraakse kernreactor Osirak tijdens Operatie Opera.
  - 1995 - Het door Tutsi's gedomineerde regeringsleger van Burundi vermoordt bij de inval in enkele Hutu-wijken van de hoofdstad Bujumbura zeker veertig ongewapende Hutu's.
- Politiek

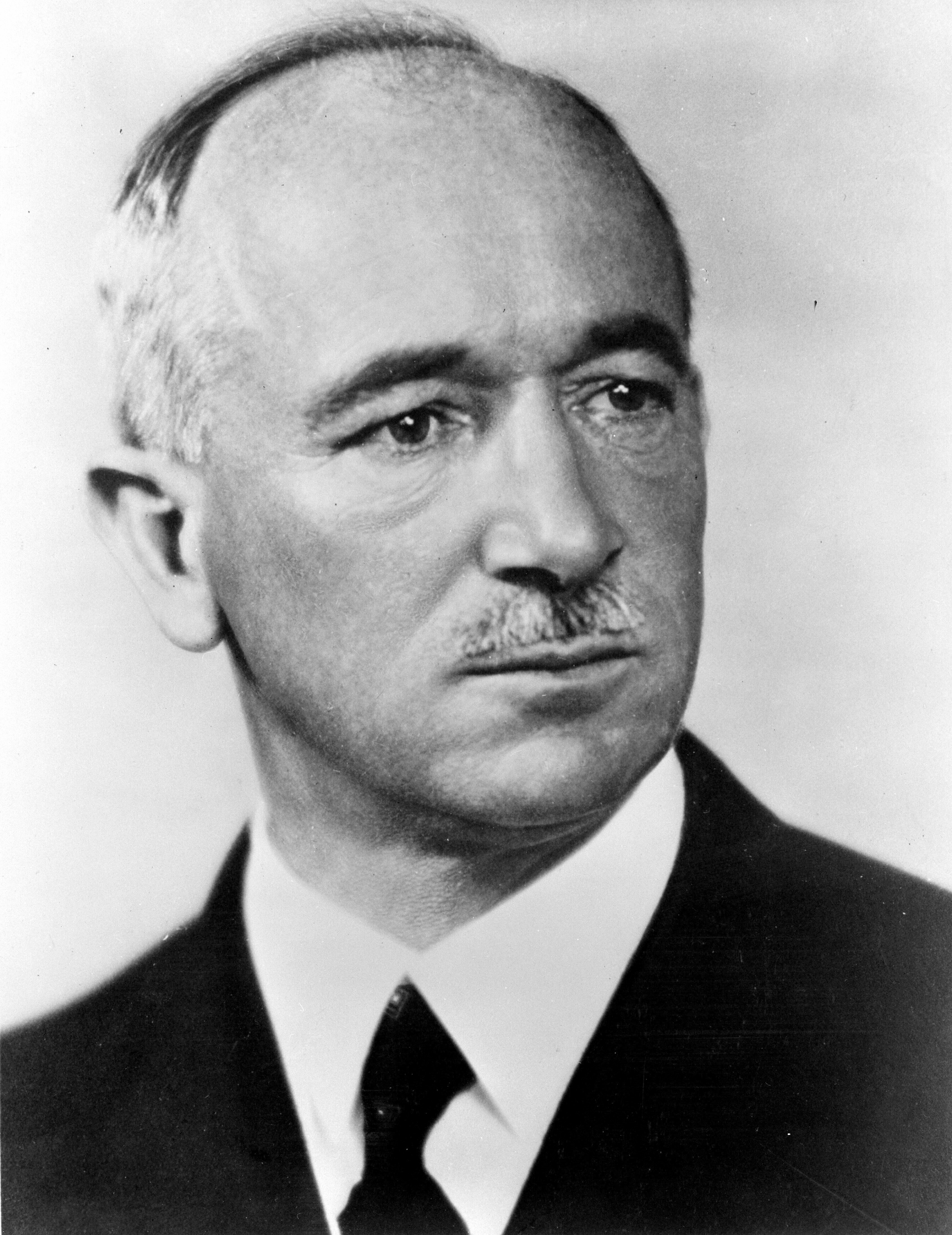
Edvard Beneš treedt af
als president in 1948

- - 1340 - Rotterdam krijgt stadsrechten van graaf Willem IV, graaf van Holland en Zeeland.
  - 1654 - Lodewijk XIV wordt tot koning van Frankrijk gekroond.
  - 1833 - Huwelijk van groothertog Leopold II van Toscane en prinses Maria Antonia van Bourbon-Sicilië.
  - 1905 - De unie tussen Noorwegen en Zweden wordt beëindigd. Oscar II van Zweden verklaart dat het voor hem niet mogelijk is om een regering tot stand te brengen, hetgeen zijn koningschap doet eindigen. Noorwegen is vanaf nu een zelfstandig koninkrijk.
  - 1944 - De Belgische koning Leopold III wordt met zijn gezin naar Duitsland gedeporteerd.
  - 1948 - Edvard Beneš treedt af als president van Tsjecho-Slowakije. Hij doet dit liever dan een grondwet tekenen die zijn land communistisch maakt.
  - 1973 - Bondskanselier Willy Brandt bezoekt als eerste Duitse regeringsleider Israël.
  - 1977 - 70% van de kiezers in Florida stemt voor afschaffing van een wet tegen discriminatie van holebi's: Anita Bryant had succes.
  - 1990 - In Zuid-Afrika heft president Frederik Willem de Klerk de vier jaar oude noodtoestand in heel het land op, uitgezonderd in de provincie Natal. Nelson Mandela noemt dit "een overwinning voor alle Zuid-Afrikanen, zwart en blank".
  - 1990 - De leiders van de landen behorende tot het Warschaupact besluiten in Moskou om de aard en de functies van het 35-jarig bondgenootschap grondig te herzien.
  - 1995 - Een ruime meerderheid van de Rotterdammers (86 procent) stemt in een referendum tegen het opgaan in een stadsprovincie.
  - 2000 - De Zimbabweaanse president Robert Mugabe zegt dat het doel van zijn regering de uiteindelijke onteigening van alle blanke boeren in het land is.
  - 2008 - Hillary Clinton beëindigt officieel haar kandidatuur voor het Witte Huis.
  - 2009 - Verkiezingen voor het Europees Parlement worden gehouden in het grootste deel van de Europese Unie; in België worden daarenboven de regionale parlementen verkozen.
- Recreatie
  - 1968 - Legoland Billund wordt officieel geopend.
- Religie
  - 1706 - Paus Clemens XI creëert één nieuwe kardinaal, de Italiaanse nuntius in Portugal Michelangelo dei Conti.
  - 1929 - Vaticaanstad wordt een stadstaat.
  - 1979 - Paus Johannes Paulus II bezoekt tijdens zijn verblijf in Polen het voormalige concentratiekamp Auschwitz.
- Sport
  - 1898 - Oprichting van de Slowaakse voetbalclub FC Petržalka 1898 als Pozsonyi Torna Egyesület.
  - 1947 - Oprichting van de Roemeense voetbalclub Steaua Boekarest.
  - 1947 - Oprichting van de Chileense voetbalclub CD Huachipato.
  - 1953 - Oprichting van de Wageningse voetbalclub ONA '53
  - 1970 - In Portoviejo, Ecuador wordt het Estadio Reales Tamarindos officieel geopend.
  - 1978 - Het Nederlands voetbalelftal blijft in het tweede duel bij het WK voetbal 1978 in Argentinië steken op een 0-0 gelijkspel tegen Peru.
  - 1989 - Het vliegtuig Surinam Airways-vlucht 764 crashte, waardoor het complete Surinaams voetbalelftal was omgekomen, inclusief oud NAC en Sparta speler Andro Knel, slechts elf mensen overleefden de SLM-ramp.
  - 1993 - De Roemeense voetbalbond ontslaat bondscoach Cornel Dinu naar aanleiding van de slechte resultaten in de aanloop naar het WK voetbal 1994.
  - 1995 - Luxemburg wint op eigen veld verrassend met 1-0 van Tsjechië door een doelpunt van Guy Hellers in de 89ste minuut. Nederland behoudt daardoor uitzicht op deelname aan het EK voetbal van 1996 in Engeland, ondanks de eigen nederlaag tegen Wit-Rusland (1-0).
  - 2003 - Justine Henin-Hardenne wint Roland Garros, haar eerste grandslamtitel.
  - 2005 - Johan Cruijff, Sjoukje Dijkstra, Anton Geesink, Nico Rienks en Ard Schenk zijn door NOC*NSF onderscheiden met de Fanny Blankers-Koen Trofee. De vijf zijn de eerste winnaars van de prijs, die door NOC*NSF gezien wordt als de Nobelprijs van de sport.
  - 2008 - Begin van het EK voetbal in Oostenrijk en Zwitserland.
  - 2009 - Roger Federer wint zijn eerste Roland Garros, zijn veertiende grandslamtitel. Hij is hiermee de zesde man aller tijden die alle grand slams gewonnen heeft.
  - 2015 - Het Nederlands vrouwenvoetbalelftal luistert het debuut op een WK-eindronde op met een 1-0 zege op Nieuw-Zeeland.
  - 2016 - De Franse sprinter Jimmy Vicaut evenaart voor de tweede keer het twaalf jaar oude Europese record van Francis Obikwelu op de 100 meter: 9,86 seconden.
  - 2021 - Georginio Wijnaldum verlaat FC Liverpool en tekent bij Paris St. Germain.
  - 2023 - ACF Fiorentina en West Ham United spelen de finale van de UEFA Europa Conference League 2022/23 in de Fortuna Arena te Praag. West Ham United wint de wedstrijd met 1-2.[4]
- Wetenschap en technologie
  - 1965 - Landing van Gemini 4 in de Atlantische Oceaan na een 4-daagse missie waarmee een einde komt aan de 10e bemande ruimtevlucht van NASA.[5][6]

## Geboren

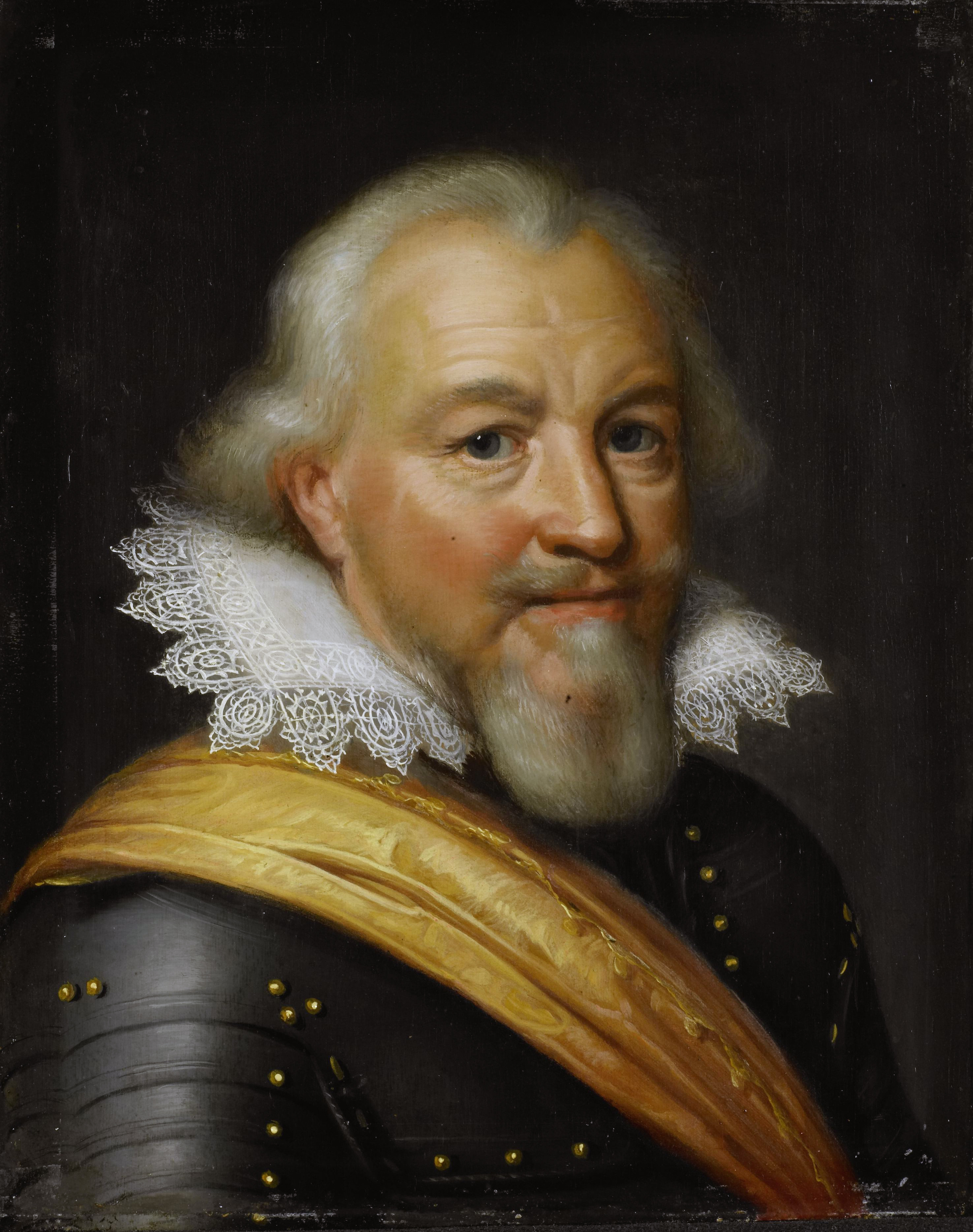
Johan VII van Nassau-Siegen
geboren in 1561

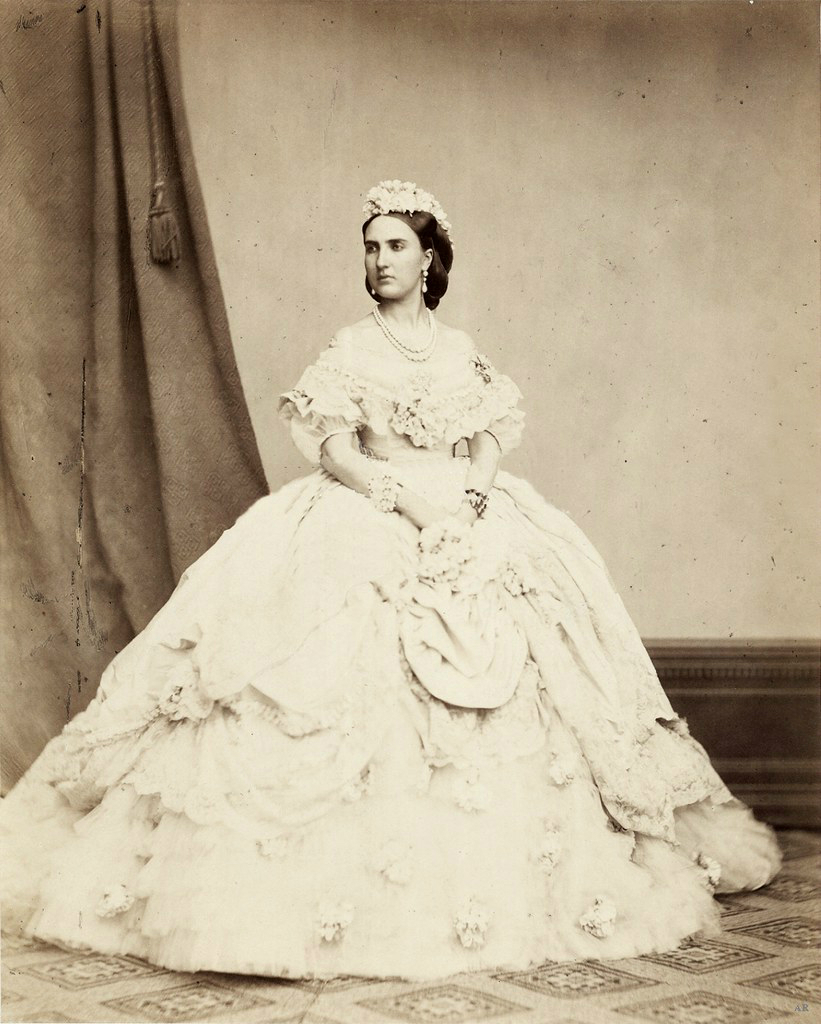
Charlotte van België
geboren in 1840

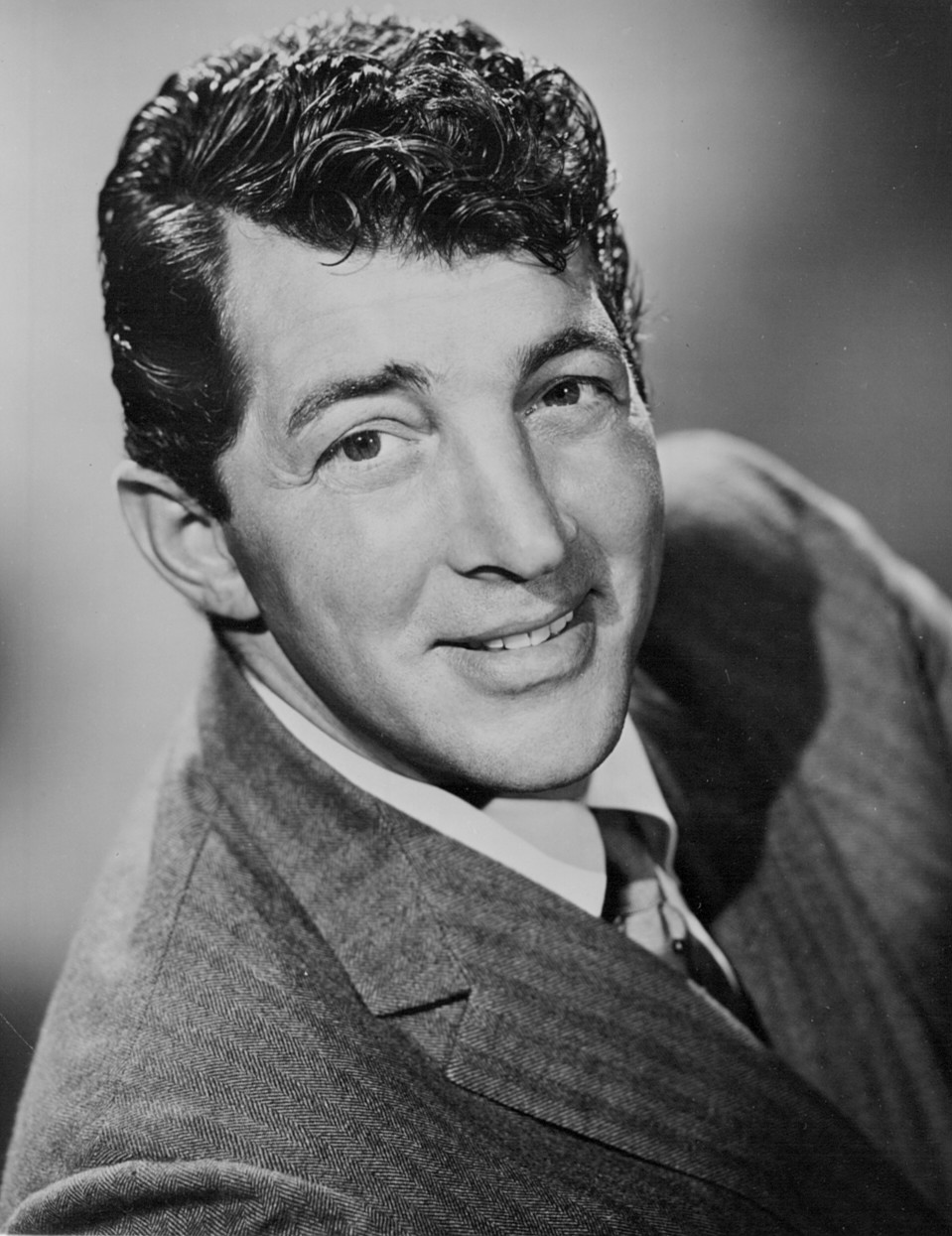
Dean Martin
geboren in 1917

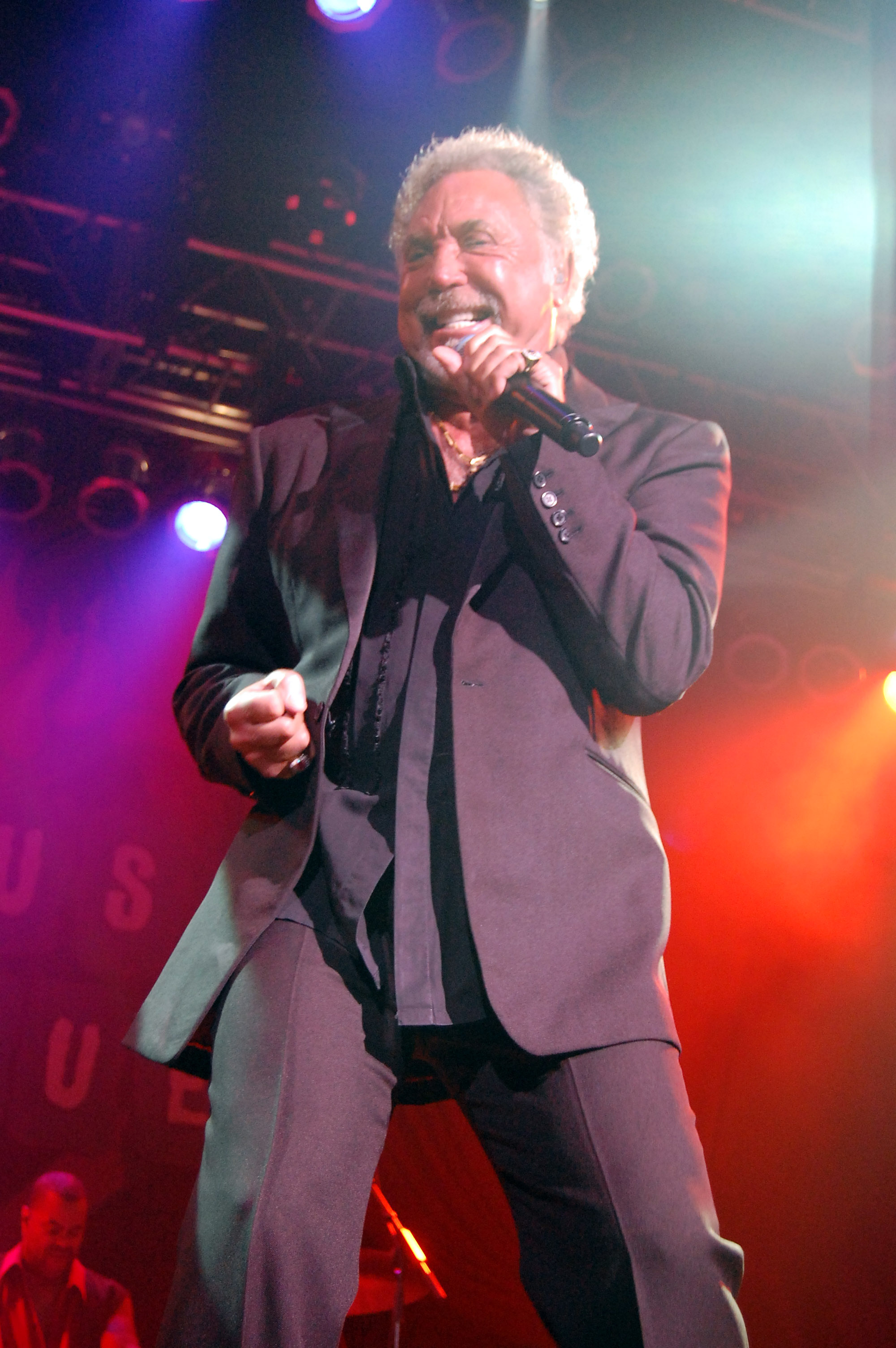
Tom Jones
geboren in 1940

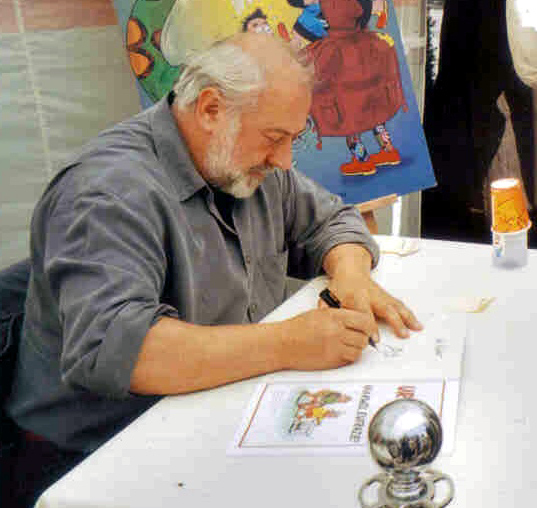
Urbanus
geboren in 1949

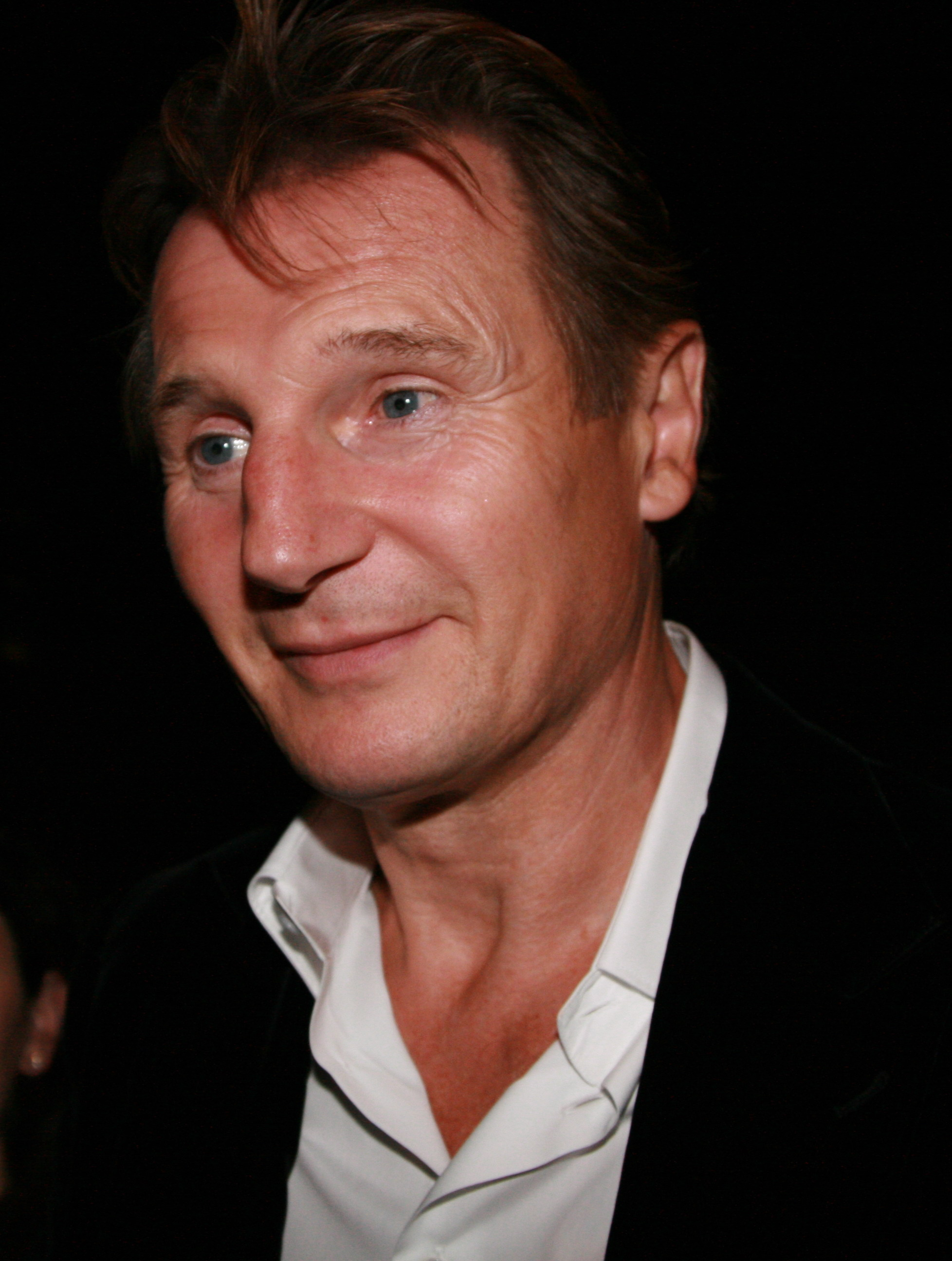
Liam Neeson
geboren in 1952

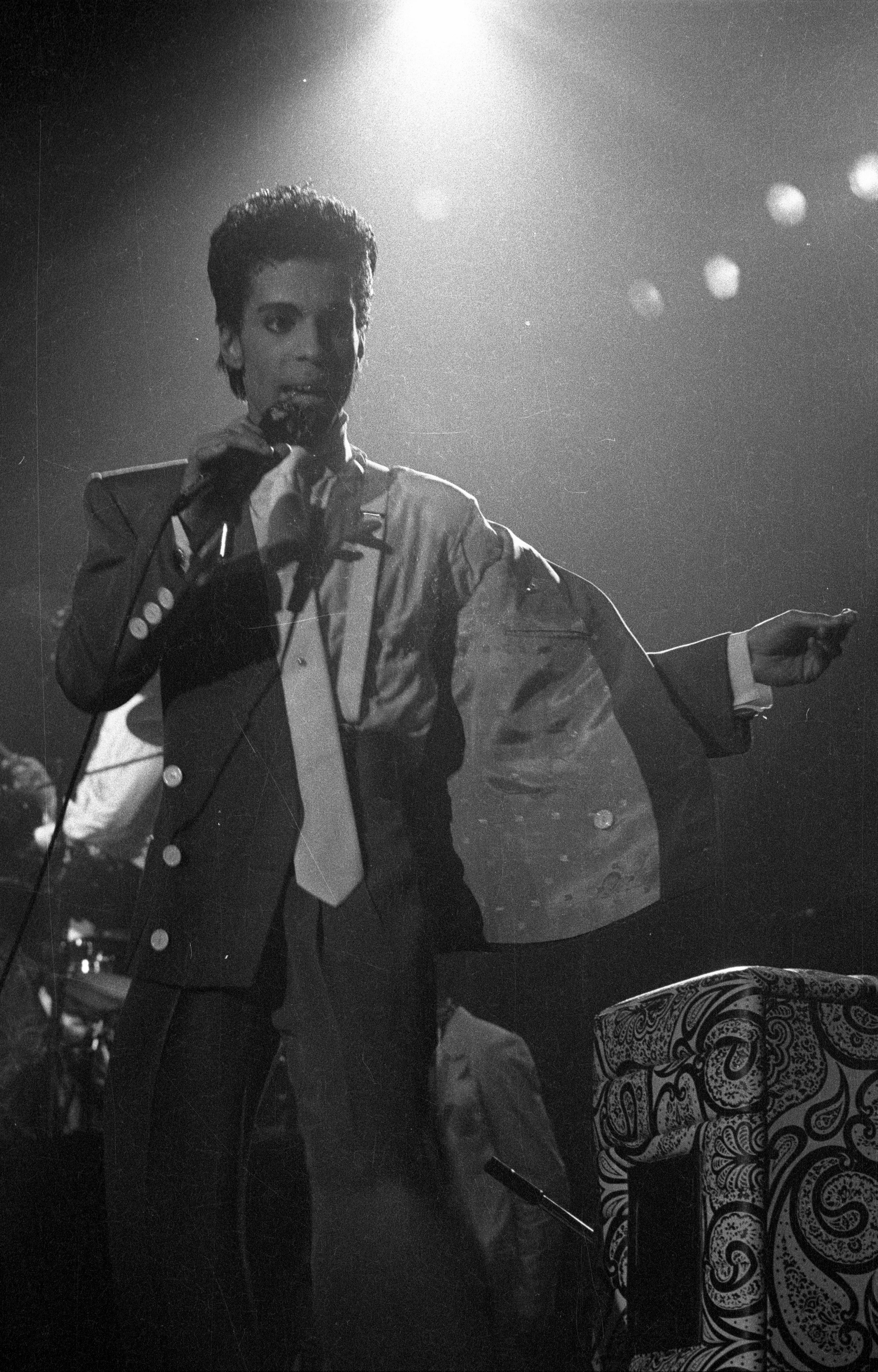
Prince
geboren in 1958

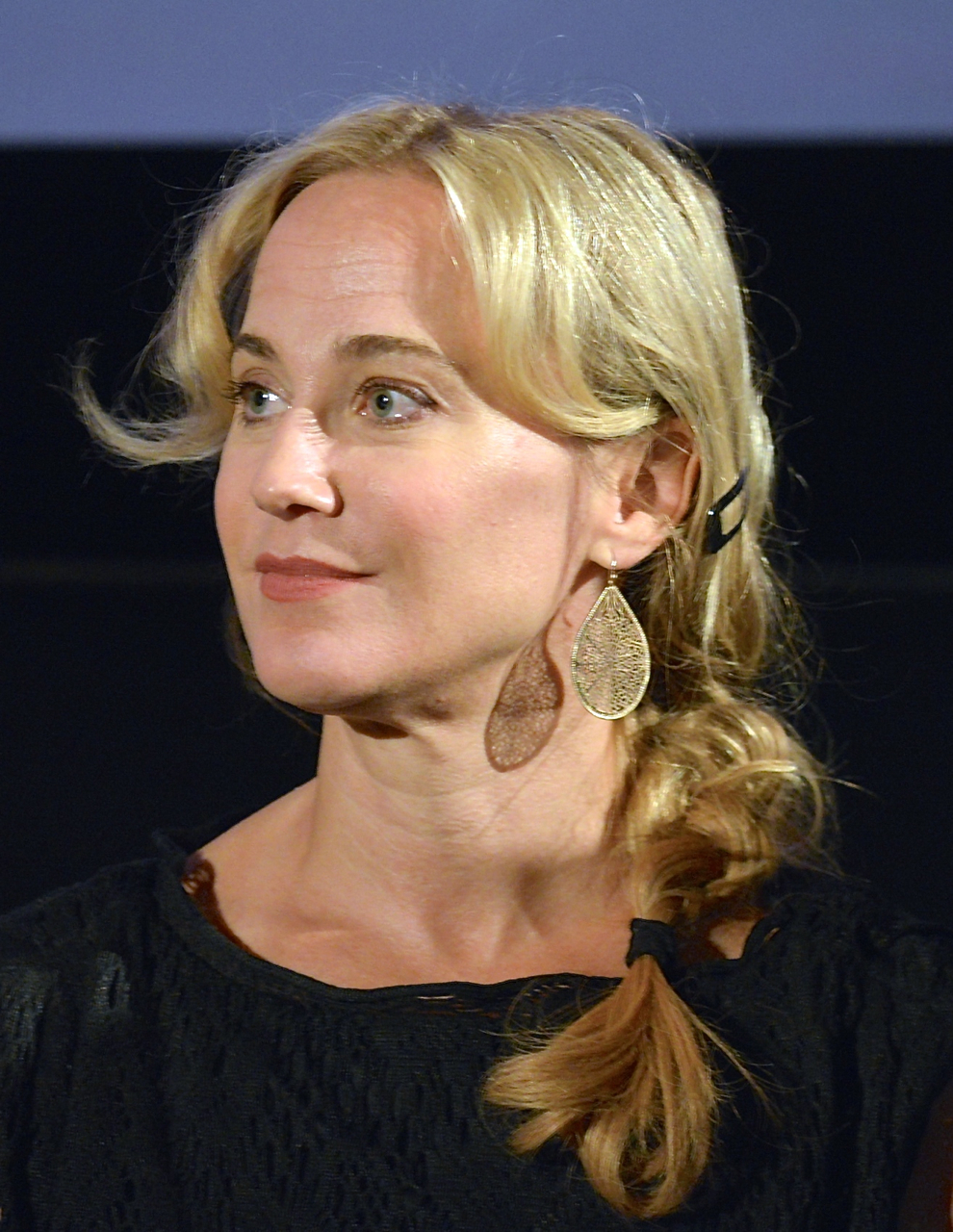
Anja Lundqvist
geboren in 1971

Anna Koernikova
geboren in 1981

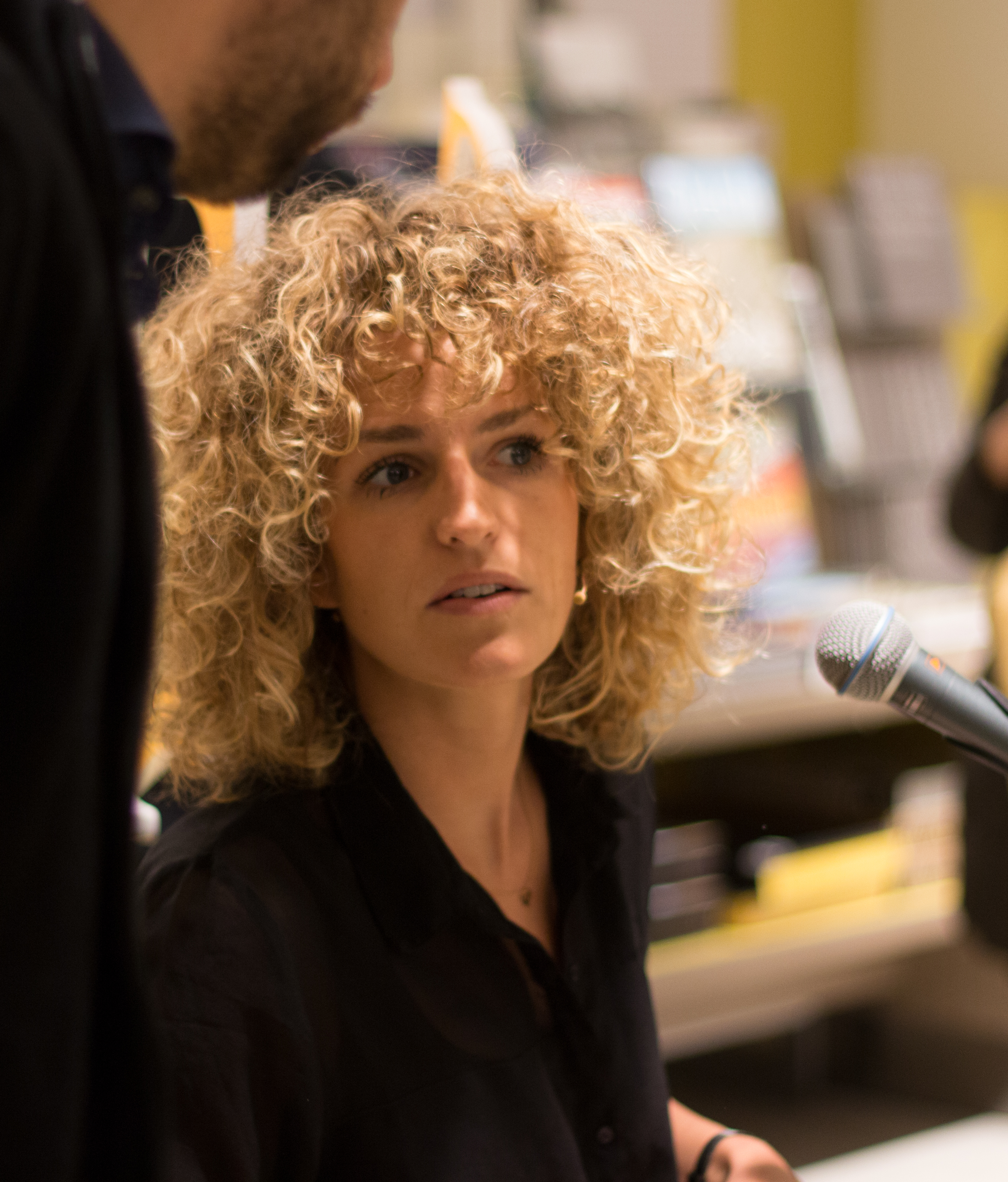
Carolien Borgers
geboren in 1983

- 1561 - Johan VII van Nassau-Siegen, Duits graaf en militair theoreticus (overleden 1623)
- 1762 - Cornelius de Jong van Rodenburgh, Nederlands zeevaarder en schrijver (overleden 1838)
- 1827 - Charles Eliza Adrien Dupré, Nederlands schaker (overleden 1907)
- 1827 - Lodewijk Pincoffs, Nederlands zakenman (overleden 1911)
- 1837 - Alois Hitler sr., vader van Adolf Hitler (overleden 1903)
- 1840 - Charlotte van België, dochter van Leopold I van België, keizerin van Mexico (overleden 1927)
- 1848 - Paul Gauguin, Frans impressionistisch kunstschilder (overleden 1903)
- 1868 - Charles Rennie Mackintosh, Schots architect en kunstenaar (overleden 1928)
- 1877 - Roelof Klein, Nederlands roeier (overleden 1960)
- 1879 - Knud Rasmussen, Deens-Groenlands ontdekkingsreiziger (overleden 1933)
- 1879 - Joan Voûte, Nederlands astronoom (overleden 1963)
- 1887 - Willem Walraven, Nederlands auteur en journalist (overleden 1943)
- 1891 - Jan De Braey, Vlaams architect, gemeenteraadslid (overleden 1961)
- 1891 - Koos Vorrink, Nederlands politicus (overleden 1955)
- 1896 - Robert Mulliken, Amerikaans fysicus en chemicus (overleden 1986)
- 1896 - Louis Noiret, Nederlands zanger, pianist, tekstschrijver en componist (overleden 1968)
- 1899 - Elizabeth Bowen, Iers-Engels schrijfster (overleden 1973)
- 1900 - Jan Engelman, Nederlands dichter (overleden 1972)
- 1900 - Willem Putman, Vlaams schrijver (overleden 1954)
- 1907 - Sigvard Bernadotte de Wisborg, Zweeds prins (overleden 2002)
- 1907 - Otto B. de Kat, Nederlands beeldend kunstenaar en recensent (overleden 1995)
- 1909 - Jessica Tandy, Brits-Amerikaans actrice (overleden 1994)
- 1910 - Arthur Gardner, Amerikaans filmproducent (overleden 2014)
- 1913 - Joannes van Dodewaard, Nederlands bisschop van Haarlem (overleden 1966)
- 1916 - Ids de Beer, Nederlands verzetsstrijder (overleden 1945)
- 1917 - Dean Martin, Amerikaans acteur en zanger (overleden 1995)
- 1920 - Remedios de Oteyza, Filipijns ballerina (overleden 1978)
- 1922 - Selma van de Perre, Nederlands-Brits verzetsstrijdster
- 1926 - Jef van der Heyden, Nederlands filmregisseur en schrijver (overleden 2011)
- 1926 - Toon Van Overstraeten, Belgisch politicus (overleden 2011)
- 1927 - Charles de Tornaco, Belgisch autocoureur (overleden 1953)
- 1927 - Alicia Vergel, Filipijns actrice (overleden 1992)
- 1928 - James Ivory, Amerikaans filmregisseur en -producent
- 1929 - Antonio Carbajal, Mexicaans voetballer (overleden 2023)
- 1929 - John Turner, Canadees politicus (overleden 2020)
- 1930 - Hilderaldo Bellini, Braziliaans voetballer (overleden 2014)
- 1930 - Gérard Genette, Frans literatuurwetenschapper (overleden 2018)
- 1933 - Henk Koning, Nederlands politicus (overleden 2016)
- 1934 - Peter Monteverdi, Zwitsers autobouwer (overleden 1998)
- 1935 - Ervin Zádor, Hongaars waterpolospeler (overleden 2012)
- 1937 - Roberto Blanco, Duits schlagerzanger en acteur
- 1937 - Neeme Järvi, Ests dirigent
- 1938 - Péter Pázmándy, Hongaars voetballer en voetbalcoach (overleden 2012)
- 1939 - Eri Klas, Estisch dirigent (overleden 2016)
- 1940 - Tom Jones, Brits zanger uit Wales
- 1940 - Ronald Pickup, Brits acteur (overleden 2021)
- 1941 - Willem Anton van Vloten, Nederlands dermatoloog en hoogleraar
- 1942 - Anneke Grönloh, Nederlands zangeres (overleden 2018)
- 1942 - Moammar al-Qadhafi, Libisch leider (overleden 2011)
- 1943 - Roberto Dias, Braziliaans voetballer (overleden 2007)
- 1945 - Wolfgang Schüssel, Oostenrijks politicus
- 1945 - Hugo Verdaasdonk, Nederlands literatuurwetenschapper (overleden 2007)
- 1948 - Geert Klein Bennink, Nederlands politicus en economieleraar
- 1949 - Jean Dufaux, Belgisch scenarioschrijver van stripverhalen
- 1949 - Urbanus, Belgisch komiek
- 1950 - Howard Finkel, Amerikaans omroeper bij worstelwedstrijden (overleden 2020)
- 1952 - Liam Neeson, Brits acteur
- 1952 - Orhan Pamuk, Turks schrijver en Nobelprijswinnaar
- 1953 - Johnny Clegg, Brits/Zuid-Afrikaans muzikant (overleden 2019)
- 1954 - Jan Theuninck, Belgisch dichter en kunstschilder
- 1954 - Guy De Pré, Belgisch radiopresentator
- 1956 - Paul De Brauwer, Belgisch veldrijder
- 1957 - Martin Wiggemansen, Nederlands voetballer (overleden 2021)
- 1958 - Mariëtte Hamer, Nederlands politica
- 1958 - Prince, Amerikaans zanger, componist, muzikant, danser, platenproducer, filmregisseur en acteur (overleden 2016)
- 1958 - Erich Übelhardt, Zwitsers mountainbiker en veldrijder
- 1959 - Ivo Belet, Belgisch politicus
- 1959 - Mike Pence, Amerikaans politicus
- 1962 - Philippe Detaellenaere, Belgisch atleet
- 1962 - Lance Reddick, Amerikaans acteur (overleden 2023)
- 1963 - Cuca, Braziliaans voetballer en trainer
- 1963 - Luca Fusi, Italiaans voetballer en trainer
- 1964 - Judie Aronson, Amerikaans actrice
- 1965 - Mick Foley, Amerikaans worstelaar en kinderboekenschrijver
- 1965 - Damien Hirst, Brits kunstenaar en ondernemer
- 1966 - Paul Koch, Luxemburgs voetballer
- 1966 - Fons Merkies, Nederlands componist van filmmuziek
- 1967 - Andreas Meklau, Oostenrijks motorcoureur
- 1967 - Dave Navarro, Amerikaans gitarist en drummer
- 1968 - Juan Antonio Pizzi, Spaans-Argentijns voetballer
- 1969 - Arie van de Bunt,  Nederlandse waterpoloër
- 1969 - Prins Joachim van Denemarken
- 1969 - Eric Fonoimoana, Amerikaans beachvolleyballer
- 1969 - Kerstin Müller, Duits roeister
- 1970 - Ronaldo da Costa, Braziliaans atleet
- 1971 - Ariel Graziani, Ecuadoraans voetballer
- 1971 - Joseph Kahugu, Keniaans atleet
- 1971 - Anja Lundqvist, Zweeds actrice
- 1972 - Leah Malot, Keniaans atlete
- 1972 - Lahoucine Mrikik, Marokkaans atleet
- 1972 - Tamara Tol, Nederlands zangeres
- 1972 - Karl Urban, Nieuw-Zeelands acteur
- 1973 - Nihad Hrustanbegović, Bosnisch accordeonist
- 1973 - Sven Ornelis, Belgisch radiopresentator
- 1974 - Mischa Blok, Nederlands radiopresentatrice
- 1974 - Bear Grylls, Brits televisiepresentator (Ultimate Survival)
- 1975 - Allen Iverson, Amerikaans basketter
- 1975 - Edvin Jurisevic, Amerikaans voetbalscheidsrechter
- 1976 - Cassidy Rae, Amerikaans actrice
- 1977 - Marcin Baszczyński, Pools voetballer
- 1977 - Jair Marrufo, Amerikaans voetbalscheidsrechter
- 1977 - Donovan Ricketts, Jamaicaans voetballer
- 1978 - Mathias Coppens, Belgisch presentator
- 1978 - Mattias Gestranius, Fins voetbalscheidsrechter
- 1978 - Marc Wagemakers, Belgisch voetballer
- 1979 - Kevin Hofland, Nederlands voetballer
- 1979 - Anna Torv, Australisch actrice
- 1980 - Ed Moses, Amerikaans zwemmer
- 1981 - Antun Dunković, Kroatisch voetballer
- 1981 - Ģirts Karlsons, Lets voetballer
- 1981 - Anna Koernikova, Russisch tennisster en fotomodel
- 1981 - Michael Laverty, Noord-Iers motorcoureur
- 1981 - Larisa Oleynik, Amerikaans actrice
- 1983 - Carolien Borgers, Nederlands cabaretière
- 1983 - Pieter Desmet, Belgisch atleet
- 1983 - Piotr Małachowski, Pools atleet
- 1983 - Colin Oates, Engels judoka
- 1984 - Nabil Aoulad Ayad, Nederlands acteur, cabaretier en human beatboxer
- 1985 - Robert Cullen, Japans voetballer
- 1985 - Adam Nagaitis, Engels acteur
- 1985 - Richard Thompson, atleet uit Trinidad en Tobago
- 1986 - Kirk Bevins, Brits caller
- 1986 - Gaby Blaaser, Nederlands actrice, model en presentatrice
- 1987 - Steven Kruijswijk, Nederlandse wielrenner
- 1988 - Dennis Kaars, Nederlands voetballer
- 1989 - Nicky Kuiper, Nederlands voetballer
- 1989 - Sofie Van Accom, Belgisch atlete
- 1990 - Iggy Azalea, Australisch rapster
- 1990 - Alexander Björk, Zweeds golfer
- 1990 - René Geelhoed, Nederlands componist
- 1990 - Sophia Griebel, Duits skeletonster
- 1990 - Russ Henshaw, Australisch freestyleskiër
- 1990 - Allison Schmitt, Amerikaans zwemster
- 1990 - Richard Weinberger, Canadees zwemmer
- 1991 - Cenk Tosun, Turks-Duits voetballer
- 1991 - Olivia Rogowska, Australisch tennisster
- 1992 - Marieke Nijhuis, Nederlands zwemster
- 1992 - Roy Pouw, Nederlands motorcoureur
- 1993 - Emil Bernstorff, Brits-Deens autocoureur
- 1993 - George Ezra, Brits songwriter
- 1993 - Jordan Fry, Amerikaans acteur
- 1994 - Andi Matichak, Amerikaans actrice
- 1995 - Andrés Arroyo, Puerto Ricaans atleet
- 1995 - Romain Nicodème, Belgisch atleet
- 1995 - Nika Turković, Kroatisch zangeres
- 1996 - Tarik Moree, Nederlands acteur
- 1996 - Sayuri, Japans zangeres (overleden 2024)
- 1997 - Samuele Cavalieri, Italiaans motorcoureur
- 1997 - Julia Krass, Amerikaans freestyleskiester
- 1997 - Brendan Mackay, Canadees freestyleskiër
- 1998 - Sam Maes, Belgisch alpineskiër
- 1999 - Jordan Jegat, Frans wielrenner
- 2000 - Edoeard Spertsjan, Armeens-Russisch voetballer
- 2001 - Olivia Holdt, Deens voetbalster
- 2002 - Oliver Stockwell, Brits wielrenner
- 2005 - Eva Bruijnes, Nederlands voetbalster

## Overleden

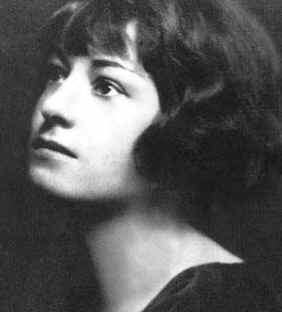
Dorothy Parker
overleden in 1967

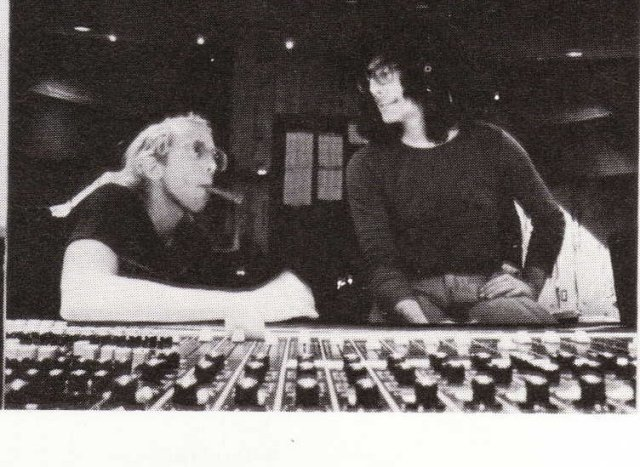
Bob Welch (links) met Jimmy Robinson (1973)
overleden in 2012

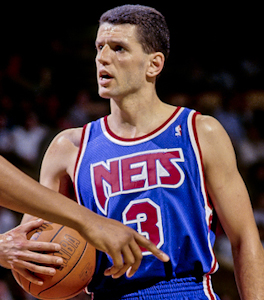
Dražen Petrović
overleden in 1993

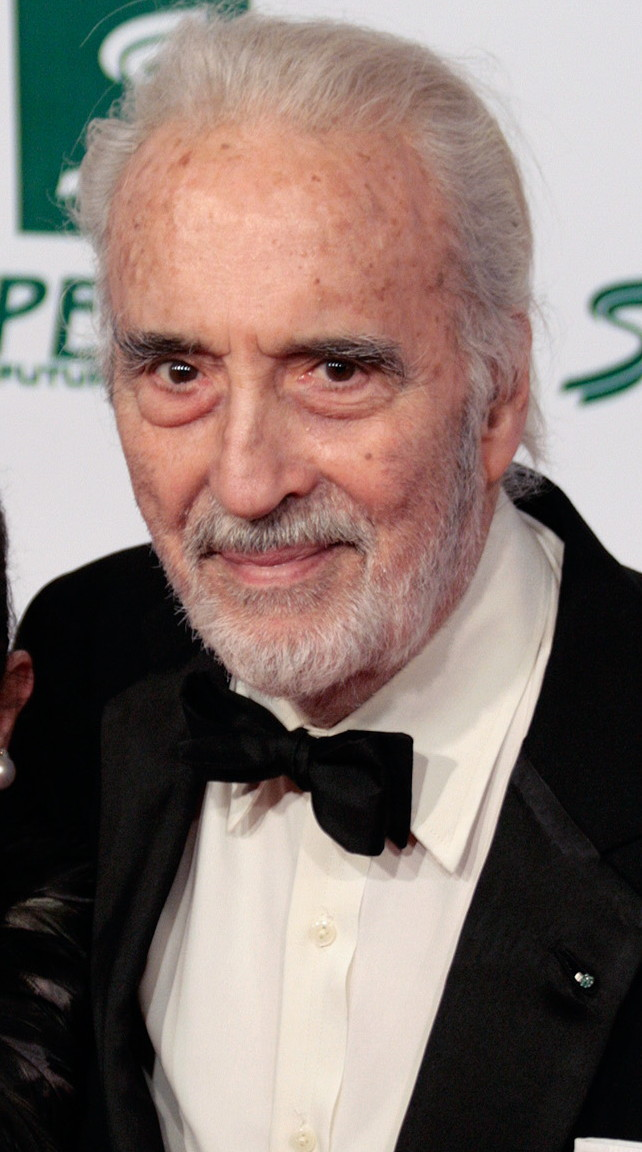
Christopher Lee
overleden in 2015

- 1329 - Robert the Bruce (54), Schots koning
- 1334 - Emico I van Nassau-Hadamar (?), graaf van Nassau-Hadamar
- 1337 - Willem III (50), graaf van Holland en Zeeland
- 1555 - Maarten van Rossum (ca. 65), militair, heer van Poederoijen, pandheer van Bredevoort, heer van Lathum en Baer, maarschalk van Gelre en keizerlijk stadhouder van Luxemburg
- 1672 - Willem Joseph van Ghent (46), Nederlands admiraal
- 1673 - David Vlugh (62), Nederlands schout-bij-nacht
- 1799 - Victoire van Frankrijk (66), prinses van Frankrijk
- 1840 - Frederik Willem III (69), koning van Pruisen
- 1866 - Seattle (c. 80), opperhoofd van de stam van de Suquamish- en Duwanish-indianen
- 1933 - Jan Loth (32), Pools voetballer en atleet
- 1937 - Jean Harlow (26), Amerikaans actrice
- 1937 - Henri van Wermeskerken (57), Nederlands schrijver en journalist
- 1937 - Agostino Zampini (78), Italiaans bisschop
- 1945 - Mile Budak (55), Kroatisch schrijver, antisemiet en fascist
- 1954 - Alan Turing (41), Brits wiskundige
- 1958 - Jan van Zutphen (94), Nederlands vakbondsbestuurder
- 1961 - Gerard Steurs (59), Belgisch atleet
- 1966 - Jean Arp (79), Frans/Duits kunstschilder en beeldhouwer
- 1966 - Otto Hoogesteijn (63), Nederlands zwemmer
- 1967 - Dorothy Parker (73), Amerikaans schrijfster
- 1970 - E.M. Forster (91), Engels auteur
- 1973 - Aleksandr Ponomarjov (55), Sovjet-Oekraïens voetballer
- 1978 - Adolf Blaser (70), Zwitser politicus
- 1980 - Henry Miller (88), Amerikaans schrijver
- 1981 - Joseph Wright (75), Canadees roeier
- 1985 - Henk Keemink (82), Nederlands atleet
- 1986 - Karel Bockaert (83), Belgisch burgemeester
- 1986 - James Fifer (55), Amerikaans roeier
- 1989 - Lloyd Doesburg (29), Surinaams/Nederlands voetbaldoelman
- 1989 - Andro Knel (21), Surinaams/Nederlands voetballer
- 1989 - Chico Landi (81), Braziliaans autocoureur
- 1989 - Andy Scharmin (21), Nederlands voetballer
- 1990 - Lou Blackburn (67), Amerikaans trombonist
- 1990 - Petar Šegvić (59), Joegoslavisch roeier
- 1993 - Dražen Petrović (28), Kroatisch basketballer
- 1995 - Wijnie Jabaaij (56), Nederlands politica
- 1996 - Arja Peters (71) (Chinny van Erven), Nederlands schrijfster
- 2002 - Lilian Baels (85), prinses van Retie
- 2002 - Adriaan Morriën (90) Nederlands dichter, essayist, vertaler en criticus
- 2004 - Karel Biddeloo (61), Belgisch striptekenaar
- 2006 - Gerard Krul (55), Nederlands vakbondsman en hoofdredacteur
- 2006 - Ingo Preminger (95), Amerikaans filmproducent
- 2006 - Jan Voogt Pzn (106), oudste man van Nederland
- 2006 - Abu Musab al-Zarqawi (39), Jordaans terroristenleider
- 2008 - Rudy Fernandez (55), Filipijns acteur
- 2008 - Roelof Koops (98), Nederlands langebaanschaatser
- 2008 - Dino Risi (91), Italiaans filmregisseur
- 2008 - Horst Skoff (39), Oostenrijks tennisser
- 2009 - Eric Holmqvist (92), Zweeds politicus
- 2009 - Hugh Hopper (64), Brits basgitarist en componist
- 2009 - Baron Vaea (88), Tongaas politicus
- 2011 - Edgar Tekere (74), Zimbabwaans politicus
- 2012 - Manuel Preciado (54), Spaans voetbaltrainer
- 2012 - Bob Welch (65), Amerikaans gitarist
- 2013 - Pierre Mauroy (84), Frans politicus
- 2013 - Richard Ramirez (53), Amerikaans seriemoordenaar
- 2014 - Fernandão (36), Braziliaans voetballer
- 2014 - Hélcio Milito (83), Braziliaans drummer, percussionist en zanger
- 2014 - Norman Willis (81), Brits vakbondsleider en politicus
- 2015 - Christopher Lee (93), Brits acteur
- 2015 - Sean Pappas (49), Zuid-Afrikaans golfer
- 2016 - Kor Dijkstra (62), Nederlands burgemeester
- 2016 - Didargylyç Urazov (39), Turkmeens voetballer
- 2018 - Al Capps (79), Amerikaans musicus
- 2019 - Rob Mok (87), Nederlands jurist
- 2019 - Erik Norström (83), Zweeds componist, saxofonist
- 2021 - Dixie Dansercoer (58), Belgisch poolreiziger
- 2021 - Yoo Sang-chul (49), Zuid-Koreaans voetballer en voetbaltrainer
- 2021 - A.L. Snijders (83), Nederlands schrijver
- 2022 - Hans Brian (82), Nederlands rugbyspeler, bondscoach en televisiecommentator
- 2022 - Anne Cutler (77),  Australisch wetenschapster
- 2022 - Marco Luzzago (72), Italiaans aristocraat
- 2022 - Carl van Württemberg (85), Duits ondernemer
- 2023 - Paul Ibou (84), Belgisch kunstenaar en graficus
- 2023 - The Iron Sheik (Hossein Khosrow Ali Vaziri) (81), Iraans professioneel worstelaar
- 2024 - William Anders (90), Amerikaans astronaut

## Viering/herdenking
- Malta: Sette Giugno
- Rooms-Katholieke kalender:

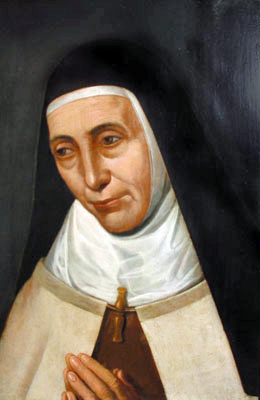
H. Anna van Sint-Bartholomeüs

  - Zalige Anna van Sint-Bartholomeüs († 1626) - Gedachtenis (in bisdom Antwerpen)
  - Heilige Robertus van Newminster († 1159)
  - Heilige Antonius Gianelli († 1846)
  - Heilige Wulphy van Rue († 756)
  - Zalige Maria-Theresia de Soubiran († 1889)
  - Heilige Candidus van Maastricht  († c. 400)
  - Heilige martelaren van Córdoba: 	Petrus, Walabonsus, Sabinian, Wistremundus, Habentius en Jeremia († 851)

## Weerextremen

### Nederland
| | Officiële records | Officiële records | Officiële records |      | Landelijke records | Landelijke records | Landelijke records  |
| Gebeurtenis | Jaar              | Extreem           | Locatie           | Jaar | Extreem            | Locatie            |                     |
| --- | ----------------- | ----------------- | ----------------- | ---- | ------------------ | ------------------ | ------------------- |
| Laagste etmaalgemiddelde temperatuur (°C) | 1914              | 8,7               | De Bilt           |      | 1914               | 7,4                | Maastricht          |
| Hoogste etmaalgemiddelde temperatuur (°C) | 1996              | 25,9              | De Bilt           |      | 1996               | 26,3               | Soesterberg         |
| Laagste minimumtemperatuur (°C) | 1927              | 2,0               | De Bilt           |      | 1923               | 1,5                | Eelde               |
| Hoogste minimumtemperatuur (°C) | 1997              | 16,2              | De Bilt           |      | 1996               | 20,4               | Rotterdam Geulhaven |
| Laagste maximumtemperatuur (°C) | 1986              | 11,1              | De Bilt           |      | 1986               | 10,1               | De Kooy             |
| Hoogste maximumtemperatuur (°C) | 1996              | 33,9              | De Bilt           |      | 1996               | 34,8               | Volkel              |
| Hoogste uurgemiddelde windsnelheid (m/s) | 1930, 1935        | 10,8              | De Bilt           |      | 2017               | 20,0               | IJmuiden            |
| Hoogste windstoot (m/s) | 1977              | 20,1              | De Bilt           |      | 1997               | 36,0               | Schiphol            |
| Langste zonneschijnduur (uur) | 1976              | 15,7              | De Bilt           |      | 1976               | 15,7               | De Bilt             |
| Langste neerslagduur (uur) | 1984              | 8,5               | De Bilt           |      | 1984               | 13,5               | Deelen              |
| Hoogste etmaalsom van de neerslag (mm) | 1910              | 29,3              | De Bilt           |      | 1997               | 32,2               | Hoek van Holland    |
| Laagste etmaalgemiddelde relatieve vochtigheid (%) | 1921              | 41                | De Bilt           |      | 1939               | 34                 | Maastricht          |
| Laagste uurwaarde luchtdruk op zeeniveau (hPa) | 1977              | 993,4             | De Bilt           |      | 1929               | 990,4              | Eelde               |
| Hoogste uurwaarde luchtdruk op zeeniveau (hPa) | 1962              | 1037,1            | De Bilt           |      | 1962               | 1038,3             | De Kooy             |
| Officiële records worden altijd gemeten op het KNMI-weerstation in De Bilt. Landelijke records kunnen worden gemeten op elk officieel KNMI-weerstation in Nederland. |                   |                   |                   |      |                    |                    |                     |

Uitzonderlijke gebeurtenissen
- 1930 - Eerste officiële zomerse dag van het jaar (maximumtemperatuur ≥ 25 °C in De Bilt)
- 1939 - Eerste en enige officiële tropische dag van het jaar (maximumtemperatuur ≥ 30 °C in De Bilt)
- 1950 - Eerste en enige officiële tropische dag van het jaar (maximumtemperatuur ≥ 30 °C in De Bilt)
- 1962 - Landelijk maandrecord hoogste uurwaarde luchtdruk op zeeniveau in hPa van juni gemeten in De Kooy: 1038,3. Samen met 6 juni 1962
- 1996 - Laatste officiële tropische dag van het jaar (maximumtemperatuur ≥ 30 °C in De Bilt)
- 1997 - Landelijk maandrecord hoogste windstoot in m/s van juni gemeten in Schiphol: 36,0
- 2004 - Eerste officiële zomerse dag van het jaar (maximumtemperatuur ≥ 25 °C in De Bilt)

### België
Dagrecords
- 1871 - Laagste etmaalgemiddelde temperatuur 7,6 °C
- 1996 - Hoogste etmaalgemiddelde temperatuur 26,3 °C
- 1923 - Laagste minimumtemperatuur 3,4 °C
- 1996 - Hoogste maximumtemperatuur 32,9 °C
- 1905 - Hoogste etmaalsom van de neerslag 28,5 mm

Uitzonderlijke gebeurtenissen
- 1939 - Maximumtemperatuur tot 34,6 °C in Leopoldsburg.
- 1996 - Een tornado trekt door de streek rond Brugge maar richt niet veel schade aan. In de provincie Antwerpen vallen hagelbuien die wel schade veroorzaken.
- 1997 - Tornado in Niel, Antwerpen, met schade.
- 2012 - Een tornado die van Piringen (Tongeren) over Hoeselt naar Zutendaal trekt veroorzaakt veel schade.

<< · 1 · 2 · 3 · 4 · 5 · 6 · 7 · 8 · 9 · 10 · 11 · 12 · 13 · 14 · 15 · 16 · 17 · 18 · 19 · 20 · 21 · 22 · 23 · 24 · 25 · 26 · 27 · 28 · 29 · 30 · >>